# بخش هولمز (شهرستان کرافورد، اوهایو)
بخش هولمز (به انگلیسی: Holmes Township) یک منطقهٔ مسکونی در ایالات متحده آمریکا است که در شهرستان کرافورد، اوهایو واقع شده‌است.
 بخش هولمز ۹۱٫۰ کیلومتر مربع مساحت و ۱٬۳۳۹ نفر جمعیت دارد و ۳۰۴ متر بالاتر از سطح دریا واقع شده‌است.